# Љубав је мукте
Љубав је мукте је пети студијски албум хрватског поп-рок певача Луке Нижетића, издат 2018. године за Менарт. На албуму се налазе дуети Кад туга умири прољеће са групом Тамбураши за душу, и Од најгорих најбољи дует са Ланом Јурчевић. Снимљени су спотови за све песме, а овај албум је био другачији од претходних јер је поред поп-рока имао и фолк призвук.

## Списак песама
| №   | Назив                                 | Трајање |  |
| 1.  | Љубав је мукте                        |         |  |
| 2.  | Вјечно                                |         |  |
| 3.  | Кад туга умири прољеће                |         |  |
| 4.  | Не не не да да да                     |         |  |
| 5.  | Амстердам                             |         |  |
| 6.  | Воли ме као киша                      |         |  |
| 7.  | Лагано                                |         |  |
| 8.  | Мате Мишо                             |         |  |
| 9.  | Од најгорих најбољи                   |         |  |
| 10. | Упомоћ                                |         |  |
| 11. | Мало фјака, мало парти                |         |  |
| 12. | Кад туга умири прољеће (брас верзија) |         |  |